# Carlos Clementson
Carlos Clementson (Córdoba, 1944), poeta, crítico y traductor español perteneciente a la corriente culturalista de los Novísimos.

## Biografía
Estudió Filología Románica por la Universidad de Murcia, de la que más tarde fue profesor. Desde 1973 es profesor de Literatura Española en la Universidad de Córdoba. 

## Obras
Además de ensayos, como Ricardo Molina, perfil de un poeta, ha publicado los siguientes libros de poesía: Canto de la afirmación, Premio Polo de Medina (1974); Los argonautas (1975); Del mar y otros caminos, Accésit del Premio Adonais (1979); El fervor y la ceniza (1982); Las olas y los años. Antología poética (1964-84), (1986); Oda y cosmología para Pablo Neruda (1993); Los templos serenos (1994); Archipiélagos, Premio José Hierro (1995); Laus bética (1996); El color y la forma (1996); Región luciente (1997); La selva oscura, Premio Juan de Mena (2002);  Figuras y mitos (2003) y Córdoba, ciudad de destino (2014). Ha cultivado paralelamente la traducción poética en obras como Lamentos y añoranzas, de Joachim Du Bellay (1991); Elegías de Bierville, de Carles Riba (1992); Camoens, de Almeida Garret (1998), y otros autores ingleses, italianos y catalanes.
- Datos: Q5750047
- Multimedia: Carlos Clementson / Q5750047